# Marc Pfertzel
Marc Pfertzel (*Mulhouse, Francia, 21 de mayo de 1981), exfutbolista francés. Jugaba de defensa y su último equipo fue el SV Sandhausen de la 2. Bundesliga de Alemania.

## Clubes
| Club               | País     | Año       |
| ------------------ | -------- | --------- |
| FC Basel           | Suiza    | 1999-2001 |
| FC Sochaux         | Francia  | 2001      |
| Troyes AC          | Francia  | 2001-2002 |
| FC Sète            | Francia  | 2002-2003 |
| AS Livorno         | Italia   | 2003-2007 |
| VfL Bochum         | Alemania | 2007-2011 |
| AO Kavala          | Grecia   | 2011      |
| 1. FC Union Berlin | Alemania | 2011-2014 |
| SV Sandhausen      | Alemania | 2014-2015 |